# Rififi (romanzo)
Rififi è un romanzo di Auguste Le Breton pubblicato nel 1953.
È il capostipite del "romanzo di mala", il filone più truce e realistico del noir francese, portatore di uno sguardo disincantato sul mondo dei delinquenti nel secondo dopoguerra. Le esigenze dei protagonisti sono fatte di coltelli e donne di malaffare, di bische e locali fumosi. In questo romanzo, scritto ricorrendo ampiamente al gergo degli ambienti di malavita, Le Breton dipinge senza nulla concedere alla moda del giallo anglosassone o americano, lo scontro tra delinquenti Corsi, nordafricani ed italiani.
Il suo stile ha influenzato profondamente non solo il linguaggio e la letteratura, ma anche la stessa mala francese. In Rififi inoltre compare per la prima volta il nome verlen, termine con il quale si designa un particolare linguaggio argotico che consiste nell'inversione delle sillabe delle parole (per esempio gnéga da gagné, "vinto").

## Trama
Tony, detto "il Lionese", è appena uscito di prigione dove ha scontato cinque anni perché qualcuno "ha cantato". Ora che è fuori raccoglie l'affetto riconoscente dei suoi complici di allora dato che, sopportando le dure pressioni e resistendo alle lusinghe degli inquirenti, non ha mai rivelato alcun nome. È male in arnese, tossisce di frequente. Perde regolarmente a carte per cui è cronicamente "al verde". Dapprima svogliato e contrario, accetta infine il progetto, minuziosamente studiato, di svaligiare il caveau di una ben fornita gioielleria. Il colpo richiede una serie di perforazioni in verticale, dall'alto. Tony diventa così il capo di una "banda del buco", ma Il bottino fa gola a tutto l'ambiente della mala e inizia allora una lotta all'ultimo sangue tra le gang rivali: "le rififi", una guerra senza esclusione di colpi per le strade di Parigi.

## Trasposizioni cinematografiche
Da quando Le Breton ha inventato il termine, rififi è entrato regolarmente nel gergo della malavita.
Da questo romanzo Jules Dassin ha tratto il film omonimo che gli ha valso il premio per la miglior regia al festival di Cannes. I personaggi creati da Le Breton sono stati portati sullo schermo da numerosi interpreti di primo piano, tra i quali Jean Servais e Magali Noël.

## Edizioni
- Auguste Le Breton, Rififi, traduzione di Romildo Basile, collana Romanzi d'oggi, Garzanti, 1956,  p. 209.